# UFC Fight Night: Cejudo vs. Song
UFC Fight Night: Cejudo vs. Song (também conhecido como UFC Fight Night 252 ou UFC on ESPN+ 110) foi um evento de artes marciais mistas produzido pelo Ultimate Fighting Championship, realizado em 22 de fevereiro de 2025, no Climate Pledge Arena, em Seattle, Washington, Estados Unidos.

## Contexto
Este foi o quarto evento do UFC realizado em Seattle e o primeiro desde o UFC on Fox: Johnson vs. Moraga em julho de 2013.
Uma luta no peso galo entre o ex-campeão dos pesos-mosca e peso-galo do UFC (e medalhista de ouro olímpico na luta livre nos Jogos de Pequim 2008) Henry Cejudo e Song Yadong foi a luta principal do evento.
Uma luta no peso galo feminino entre Ketlen Vieira e Macy Chiasson, vencedora do The Ultimate Fighter: Heavy Hitters no peso-pena, estava prevista para este evento. No entanto, devido a uma lesão sofrida por Chiasson, a luta foi removida do card. A dupla já havia sido agendada para o UFC Fight Night: Ankalaev vs. Walker 2 em janeiro de 2024, mas Vieira saiu do confronto por lesão e a luta foi cancelada.
Uma luta no peso médio entre Mansur Abdul-Malik e Antonio Trócoli foi agendada para este evento. Contudo, Trócoli se retirou por motivos não revelados e foi substituído por Nick Klein.
Uma luta no peso meio-médio entre o estreante Islam Dulatov e Adam Fugitt foi marcada para o evento. No entanto, Dulatov se retirou devido a uma lesão não revelada e foi substituído por Billy Goff. Por sua vez, a luta foi cancelada durante a semana do evento após Fugitt também se lesionar.
O peso médio Chidi Njokuani foi inicialmente vinculado ao evento, mas acabou agendado para competir no UFC Fight Night: Vettori vs. Dolidze 2.
Uma luta no peso galo entre o ex-campeão peso-galo do UFC e peso-galo do WEC Dominick Cruz e Rob Font estava programada para este evento. No entanto, Cruz se retirou da luta devido a uma lesão. Posteriormente, ele anunciou sua aposentadoria. Jean Matsumoto, que estava previsto para lutar no UFC 313, o substituiu em um duelo de peso casado de 140 libras.
Uma luta no peso-pesado entre o ex-desafiante ao cinturão interino dos pesos-pesados Curtis Blaydes e o estreante Rizvan Kuniev foi agendada para este card. No entanto, a luta foi movida para 8 de março, no UFC 313, por motivos não divulgados.
Uma luta no peso-pena entre Edson Barboza e Steve Garcia estava programada para este evento. No entanto, Barboza se retirou da luta devido a uma lesão e o confronto foi cancelado.
O vencedor do The Ultimate Fighter: Live Michael Chiesa foi vinculado a este evento com um oponente não revelado. No entanto, nenhum adversário foi anunciado e Chiesa foi removido do card.

## Resultados
1. ↑  Uma lesão ocular devido a um dedo no olho acidental impediu Cejudo de continuar.

## Prêmios de bônus
Os seguintes lutadores receberam bônus de US$ 50.000.
- Luta da Noite: Alonzo Menifield vs. Julius Walker
- Performance da Noite: Jean Silva e Ricky Simón

## Detalhes do Evento
- Luta Principal: Song Yadong derrotou Henry Cejudo por decisão técnica (29–28, 29–28, 29–28) após a luta ser interrompida no terceiro round devido a um dedo no olho acidental que impediu Cejudo de continuar.[23]
- Retorno a Seattle: Este foi o primeiro evento do UFC em Seattle desde julho de 2013, após um hiato de mais de 11 anos.[2]
- Mudanças no Card: O confronto entre Adam Fugitt e Billy Ray Goff foi cancelado devido a uma lesão de Fugitt.[2]